# Compton (Berkshire)
Compton è un villaggio e parrocchia civile dell'Inghilterra, appartenente alla contea del Berkshire.